# Списак српских устанака и ратова против Османске империје
Од пада Српске деспотовине 1459. године, Срби су подигли и повели неколико десетина устанака и ратова против Османске империје.

## Списак
| Почетак | Крај  | Назив                          | Вођа | Резултат |
| ------- | ----- | ------------------------------ | --- | -------- |
| 1594.   | 1594. | Банатски устанак               | Теодор Несторовић                                                                                                 |          |
| 1596.   | 1597. | Херцеговачки устанак           | |          |
| 1737.   | 1739. | Устанак у Старој Србији        | |          |
| 1788.   | 1791. | Кочина крајина                 | Коча Анђелковић, Јован Брановачки                                                                                 |          |
| 1796.   | 1796. | Битка код Мартинића            | Петар I Петровић Његош                                                                                            |          |
| 1804.   | 1813. | Први српски устанак            | Ђорђе Петровић Карађорђе                                                                                          |          |
| 1807.   | 1807. | Устанак у јужној Србији (1807) | Илија Петровић Стреља                                                                                             |          |
| 1814.   | 1814. | Хаџи Проданова буна            | Хаџи Продан Глигоријевић                                                                                          |          |
| 1815.   | 1815. | Други српски устанак           | Милош Обреновић                                                                                                   |          |
| 1836.   | 1836. | Битка на Грахову               | Јоко Томов Петровић                                                                                               |          |
| 1841.   | 1841. | Милојева и Срндакова буна      | Милоје Јовановић, Никола Срндаковић                                                                               |          |
| 1852.   | 1862. | Херцеговачки устанак           | Лука Вукаловић |          |
| 1852.   | 1853. | Црногорско-турски рат          | Данило I Петровић Његош                                                                                           |          |
| 1858.   | 1858. | Битка на Граховцу              | Мирко Петровић Његош                                                                                              |          |
| 1862.   | 1862. | Црногорско-турски рат          | Никола I Петровић Његош                                                                                           |          |
| 1875.   | 1877. | Невесињска пушка               | Петар Поповић Пеција, Перо Тунгуз, Трипко Вукаловић, Мићо Љубибратић, Максим Баћовић, Голуб Бабић, Богдан Зимоњић |          |
| 1876.   | 1877. | Први српско-турски рат         | Милан Обреновић                                                                                                   |          |
| 1876.   | 1878. | Црногорско-турски рат          | Никола I Петровић Његош                                                                                           |          |
| 1877.   | 1878. | Други српско-турски рат        | Милан Обреновић                                                                                                   |          |
| 1878.   | 1878. | Кумановски устанак             | |          |
| 1881.   | 1882. | Брсјачка буна                  | Мицко Крстић, Илија Делија                                                                                        |          |
| 1903.   | 1905. | Раоничка буна                  | |          |
| 1912.   | 1913. | Први балкански рат             | Петар I Карађорђевић                                                                                              |          |